# Pseudoscorpion
Pseudoscorpionul (Chelonetida) este o arahnidă mică cu corpul turtit dorso - ventral, acoperit cu o cuticulă chitinizată. Ordinul cuprinde 3 300 de specii. La exterior seamănă cu scorpionii datorită pedipalpilor, de aici a provenit și numele lor. Totuși, întrunesc mai multe caractere comune cu păianjenii decât cu scorpionii. Au lungimi de 2 – 8 mm, cel mai mare din speciile cunoscute este Garypus titanius, care ajunge până la lungimea de 7 – 12 mm.

## Morfologie externă
Corpul este alcătuit, ca și la toate arahnide, din prosomă și opistosomă.

Prosoma este nesegmentată, prezentând dorsal 1-2 perechi de ochi, dorsal este acoperită de un scut chitinos, iar ventral, coxele membrelor se unesc median, acoperind sternitele în întregime. De prosomă sunt anexat șase perechi de membre (apendice): câte o pereche de chelicere și pedipalpi și patru perechi de picioare.

Chelicerele sunt retractile, alcătuite din două articole dintre care ultimul mobil – chelă. Modul în care ele sunt articulate formează o chelă prehensilă cu ajutorul căreia pseudoscorpionii fărâmițează prada. În chelicere se deschid canalele glandelor sericigene - producătoare de mătase.

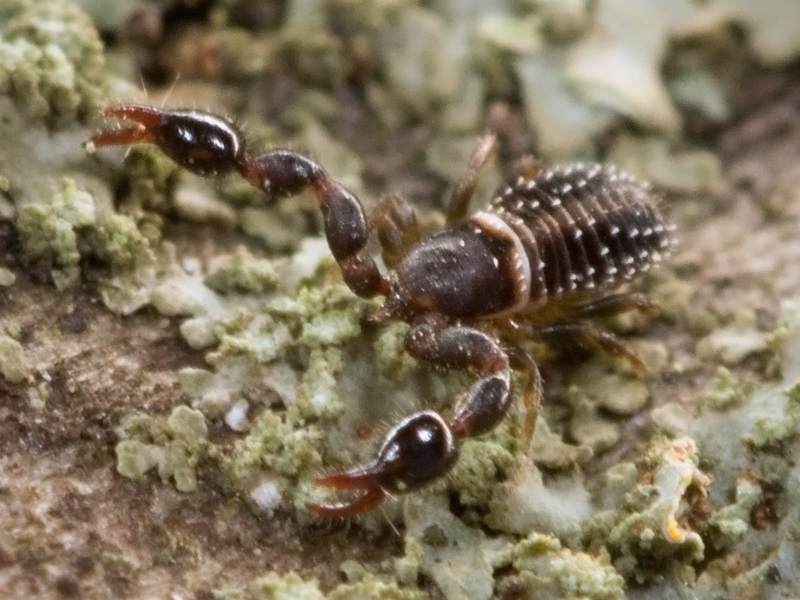
Pseudoscorpion

Pedipalpii sunt masivi, transformați în clești asemănători cu cei de la scorpioni. Chelele lor prezintă în schimb glande veninoase. Pedipalpii sunt alcătuiți din 6 articole: coxă, trohanter, femur, patelă, bazitars și tars. Ei sunt utilizați, la fel, la reținerea și fărâmițarea prăzii, în timpul curtării, la lupte, și datorită trhobotriilor, ca organe senzitive. 

Picioarele, patru perechi, sunt compuse din 6 – 7 articole. Primele două perechi sunt mai lungi decât ultimele. La unele specii picioarele se termin cu ghiare.

Opistosoma este ovală și ușor aplatizată dorso-ventral. Ea este formată din 12 segmente, din care sunt vizibile doar 11, lateral, pe segmentele trei și patru ale opistosomei se găsesc două perechi de stigme respiratorii. Opistosoma este acoperite de tergite, dorsal, și sternite, ventral, slab scleritizate. Tergitele și sternitele sunt alipite de o membrană pleurală moale.

Prosoma se acordă cu opistosoma fără niciun pețiol. 

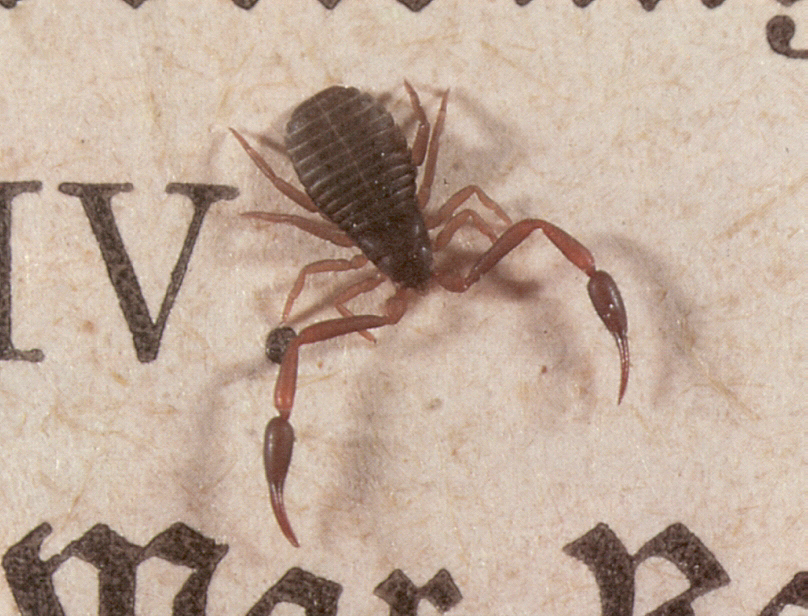
Scorpionul de cărți

## Anatomie
Sistemul nervos este concentrat în creier și ganglionară. Creierul, localizat în parte dorsală a prosomei, este constituit din 3 părți: protocerebronul, deutocerebronul și tritocerebron. Ventral se află ganglionul subesofagian. Creierului și ganglionul sunt conectați formând un inel circumesofagian.
Organele de simț. Pseudoscorpionii au 2 – 4 ochii, iar speciile cavernicole nu au niciunul. Este bine dezvoltată chemorecepția. Cel mai imporatant simț este cel tactil. El este executat de trihobotrii, perișori tactili răspândiți pe toată suprafața corpului, în special pe pedipalpi și picioare. Cu ajutorul lor pseudoscorpionii recepționează atât vibrațiile suprafeței pe care se află, cât și cele ale aerului. Ei pot simți apropierea prăzii la o distanță de 15 mm.
Sistemul circulator. Pseudoscorpionii sunt animale foarte mici, de aceea transportul substanțelor este realizat, în principalp, prin difuzie. Totuși, ei au o inimă poziționată în opistosomă și se alungește în regiunea anterioară formând o aortă cefalică. Ea reprezintă un tub cu 1 – 4 osteole.
Sistemul respirator prezintă trahei ramificate. Ele comunică cu exteriorul prin stigme situate lateral pe segmentele opistomele III și IV.
Sistemul digestiv se compune din orificiul bucal, înconjurat de 2 buze și lamele maxilare ale pedipalpior. Ca rezultat, se constituie un atriu prebucal, unde se deschid canalele glandelor salivare. De la orificiul bucal pleacă un faringe musculos, urmat de esofag și stomac aspirator. Stomacul continuă cu intestinul mijlociu, cecul rectal și se termină cu anus. La nivelul intestinului mediu se formează diverticule intestinale ramificate în toată opistosomă și prosomă. Aici are loc absorbția și depozitarea substanțelor nutritive. Prada este reținută cu ajutorul chelicerelor și pedipalpii injectează veninul în victimă, începându-se digestia preintestinală. Apoi, produsul lichefiat este aspirat de esofag și stomac.
Excreția este efectuată de o pereche de glande coxale, care se deschid prin nefrodiopori între coxele celei de a III – a și a IV – 4 pereche de picioare. Și-n plus, intestinul posedă proprietăți excretoare. Organele excretorii sunt tuburile lui Malpighi, principalul metabolit eliminat este guanina. 

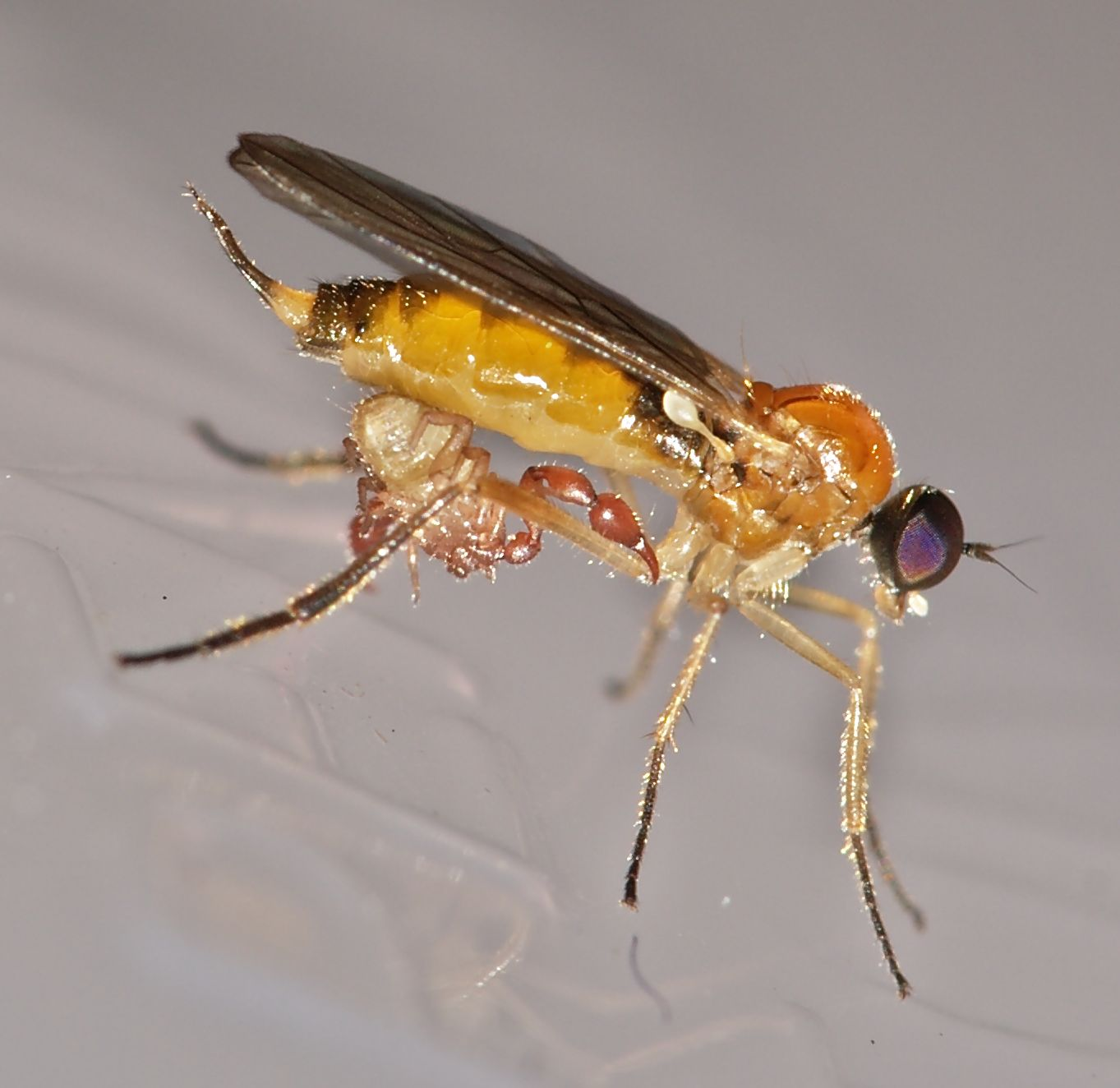
Pseudoscorpion călătorind pe o diptere.

Aparatul sexual. Structura aparatului sexual la cele două sexe se aseamănă: gonadele se continuă cu un singur tub median situat în opistosomă, de la care pornesc două gonoducte care se deschid prin 2 gonopore (orificii genitale) opistosomale.

## Reproducere
Dimorfismul sexual al pseudoscorpionilor nu este evident ca la alte arahnide. Uneori există diferențe între chelicere și/sau pedipalpi, iar femelele sunt mai voluminoase decât masculii. Zona genitală la femele este mai deschisă la culoare mai puțin sclerotizată.
Împerecherea este însoțită de un dans de curtare, fără acuplare directă. Masculul depune un spermatofor pe substrat și se ridică întinzând spermatoforul în sus. Masculuș depune spermatoforul pe substrat, pentru a fi preluat de femelă. Masculul se încleștează cu pedipalpii femelei și o dirijează spre spermatofor, iar femela îl introduce în operculul genital.
Fecundarea este de tip internă. Dar se presupune că membrii genului Microbisium se înmulțesc prin partenogeneză, deoarece până acum nu s-a găsit niciun mascul. De regulă, acuplarea are loc primăvara, în luna aprilie. După o 20-30 de zile de la fecundare, femelele depune ouăle într-o capsulă lipicioasă, anexându-le de opistosomă. Capsula poate să conțină până la 40 de ouă. Rezervele de vitelus sunt puține, de aceea în timpul dezvoltării, embrionii se hrănesc cu un lichid secretat de femelă. În capsulă, ouăle sunt aranjate doar într-un singur strat, pentru a ofere căldură tuturor embrionilor. Uneori, femelele construiesc cuiburi din mătase în care ași petrec perioada de gestație. După eclozare, juvenilii trec prin 3 stadii de dezvoltare: larvă, trei etape de nimfă (protonimfă, deutonimfă, tritonimfă) și adultul. Larvele sunt asemănătoare cu adulții, dar culoarea e mai deschisă și sunt slab dezvoltate organele genitale. În etapă de protonimfă, tinerii devin independenți. Trecerea de la o etapă la altă, în stadiul de nimfă, are loc după o năpârlire. Pentru a năpârli pseudoscorpionii țes o cameră speciale, cuib special, pentru o perioadă de 10 – 15 zile. Juvenilii năpârlesc de 2 – 4 ori, după care apar tinerii adulți. Când este atins stadiul de adult năpârlirea încetează. Durata perioadei de dezvoltare este de 1–3 ani, adulții mai trăiesc 2-3 ani.

## Ecologie
Scorpionii falși trăiesc în toate zonele tropicale și temperate. Se ascund în peșteri, în sol, în crăpăturile pietrelor, sub scoarța copacilor doborâți, iar câteva specii s-au adaptat habitatului uman, fiind întâlnite uneori între filele cărților (așa numitul scorpion de cărți), în crăpăturile clădirilor, ori în colțurile ascunse ale mobilierului vechi. Pseudoscorpionii habitează și pe arbori. Unele specii sunt întâlnite în colonii de termite și furnici, cu larvele cărora se hrănesc. În general pseudoscorpionii vânează diferite insecte, arahnide sau consumă larvele acestora. Pseudoscorpionii sunt activi în lunile calde ale anului. Iarna ei își țes un cocon de mătase pentru a hiberna. Mătasea mai este folosită la construcția unor mici camere pentru depunerea ouălor și pentru năpârlire. Femelele și juvenilii au fost observați călătorind pe insecte, păsări sau în blana mamiferelor, acesta fiind un mijloc convenabil de transport și răspândire.

## Sistematică
- Subordinul Epiocheirata

- Suprafamile Chthonioidea

- Familia Chthoniidae (31,605)
- Familia †Dracochelidae – o specie fosilă (Devonian)
- Familia Lechytiidae (1,22)
- Familia Tridenchthoniidae (17,68)

- Suprafamile Feaelloidea

- Familia Feaellidae (1,12)
- Familia Pseudogarypidae (2,7)

- Subordinul Iocheirata

- Infraordinul Hemictenata

- Suprafamile Neobisioidea

- Familia Bochicidae (10,38)
- Familia Gymnobisiidae (4,11)
- Familia Hyidae (3,9)
- Familia Ideoroncidae (9,53)
- Familia Neobisiidae (34,498)
- Familia Parahyidae (1,1)
- Familia Syarinidae (16,93)

- Infraordinul Panctenata

- Grupul Elassommatina

- Suprafamila Cheliferoidea (224,1261)

- Familia Atemnidae (19,172)
- Familia Cheliferidae (59,292)
- Familia Chernetidae (112,643)
- Familia Withiidae (34,154)

- Suprafamilia Sternophoroidea

- Familia Sternophoridae (3,20)

- Grupul Mestommatina

- Suprafamila Garypoidea

- Familia Cheiridiidae (6,69)
- Familia Garypidae (10,74)
- Familia Geogarypidae (3,61)
- Familia Larcidae (2,13)
- Familia Pseudochiridiidae (2,12)

- Suprafamila Olpioidea

- Familia Menthidae (4,8)
- Familia Olpiidae (53,329)

- incertae sedis

- Gen Megathis Stecker, 1875 (2 specii)